# 富山国際大学
富山国際大学（とやまこくさいだいがく、英語: Toyama University of International Studies）は、富山県富山市東黒牧65-1に本部を置く日本の私立大学。1963年創立、1990年大学設置。大学の略称は国際大、TUINS（ツインズ）。
併設校に富山短期大学や富山国際大学付属高等学校等がある。
当大学設立のきっかけは、1962年3月末に廃校となった射水東部中学校校舎を再利用したためである。

## 沿革
- 1962年
  - 9月27日 - 富山女子短期大学設立発起人会[2]。
  - 9月29日 - 文部省（現・文部科学省）に設置認可申請[2]。
- 1963年
  - 1月21日 - 設置が認可される[2]。
  - 2月19日 - 学校法人富山女子短期大学の登記完了[2]。
  - 4月1日 - 学校法人富山女子短期大学設立。富山女子短期大学（教養科）開学[2]。
  - 4月15日 - 第一回入学式を挙行[2]。
  - 6月28日 - 募集により校章を制定[2]。
  - 8月10日 - 校舎（A館東側）建築起工式[2]。
- 1964年
  - 4月1日 - 富山女子短期大学付属高等学校開校[2]。
  - 4月2日 - 校舎A館竣工、以降増築を繰り返す[2]。
  - 4月中 - 富山県下初のフルラボ式のLL設備を導入[2]。
  - 10月29日 - 校歌制定、発表[2]。
  - 10月30日 - 開学記念式典[2]。
- 1965年10月1日 - 運動場とテニスコート完成[2]。
- 1976年12月16日 - 富山女子短期大学付属みどり野幼稚園の設置が認可される（同年12月中に園舎完成）[3]。
- 1977年4月1日 - 富山女子短期大学付属みどり野幼稚園開園[2]。
- 1989年
  - 6月 - 富山国際大学の設立準備室を設置[4]。
  - 11月22日 - 富山国際大学の設置が認可される[4]。
- 1990年
  - 4月1日 - 法人名称を富山国際学園に変更[5]。富山国際大学（人文学部国際文化学科・社会学科）開学[4]。
  - 6月5日 - 開学記念式典を挙行[6]。
  - 10月 - 当大学の大山研修センターが第21回富山県建築賞一般の部に入賞する[4][7]。
- 1992年4月1日 - 富山女子短期大学付属高等学校を富山国際大学付属高等学校に名称変更[8]。
- 1994年12月 - セミナーハウスが完成[9]。
- 2000年4月1日 - 開学10周年。人文学部国際文化学科・社会学科を人文社会学部人文社会学科に改組。地域学部地域システム学科を増設[10]。。富山女子短期大学を富山短期大学に名称変更[11]。
- 2004年4月1日 - 人文社会学部を国際教養学部国際コミュニケーション学科に改組。地域学部地域システム学科を地域学部環境情報ビジネス学科に名称変更[12]。
- 2008年4月1日 - 地域学部と国際教養学部を統合・改組し、現代社会学部現代社会学科設置[1]。
- 2009年4月1日 - 子ども育成学部子ども育成学科を呉羽キャンパスに開設[1]。
- 2010年 - 開学20周年。
- 2013年 - 法人創立50周年。
- 2015年 - 開学25周年。
- 2020年 - 開学30周年。
- 2024年 - 福井大学大学院・岐阜聖徳学園大学大学院・富山国際大学大学院連合教職開発研究科（連合教職大学院）開設。

### 歴代学長
- 佐々学（1990年 - ）[13][14]
- 石坂誠一（1994年 - ）[13]
- 金岡祐一（2001年 - ）[13]
- 田中忠治（2007年 - ）[13]
- 中島恭一（2010年 - ）[15]
- 高木利久（2019年 - ）[16]

## 学部・学科
現代社会学部
- 現代社会学科
  - 観光専攻
  - 環境デザイン専攻
  - 経営情報専攻
  - 英語国際キャリア専攻（2018年4月開設）

子ども育成学部
教育内容は教育学と社会福祉学を統合した視点に立って編成された教育課程によるものである。乳幼児期から児童期に至る子どもの育ちを連続的に捉える「保・幼・小の連携」（時間軸）と、子どもの育ちを環境との関係性において捉える「学校（施設）・家庭・地域の連携」（空間軸）の統合をその柱としている。
- 子ども育成学科
  - 小学校教育分野
  - 保育・幼児教育分野
  - 社会福祉分野

## 関連施設
- 富山国際大学図書館
- 大学会館

## 対外関係

### 他大学との協定

#### 国内
- 札幌国際大学
- 大阪国際大学

#### 国外
国際・学術交流等協定校
- ポートランド州立大学（アメリカ・オレゴン州）
- ミズーリ州立大学(アメリカ・ミズーリ州)ミズーリ州立大学
- 聖公会大学校（韓国・ソウル特別市）
- 大邱大学校 経商大学(学部)（韓国・大邱広域市）
- 国立ウラジオストック経済サービス大学（ロシア・ウラジオストック）
- 北京大学 リモートセンシングGIS研究所（中国・北京市）
- 大連半島外国語学校（中国・遼寧省・大連市）
- 中国海洋大学 大連水産学院（中国・山東省・青島市）
- 天津社会科学院（中国・天津市）
- ファー・イースタン大学（タイ・チェンマイ）
- ラ・トローブ大学（オーストラリア・ビクトリア州）
- サセックス・ダウンズ・カレッジ（イギリス・イーストボーン）
- 欧亜ビジネスマネジメント学院（フランス・フィニステール県

### 関連校
- 富山短期大学
- 富山国際大学付属高等学校
- 富山短期大学付属みどり野幼稚園

## 交通
- 東黒牧キャンパス:JR富山駅・電鉄富山駅から地鉄バス「富山国際大学」行きに乗車
- 呉羽キャンパス:JR富山駅・電鉄富山駅から地鉄バス「高岡」行きに乗車　「富山短大前」下車徒歩3分